# 一宮市木曽川体育館
一宮市木曽川体育館（いちのみやしきそがわたいいくかん）は、愛知県一宮市にある一宮市の屋内競技施設（体育館）。
高齢者福祉施設の「木曽川いきいきセンター」を併設する。

## 概要
- 体育及びスポーツの向上及び普及を図るための施設である[1]。1983年（昭和58年）5月25日、葉栗郡木曽川町の木曽川町総合福祉体育館として開館[2]。2005年（平成17年）4月1日に木曽川町が一宮市に編入されたことに伴い、一宮市木曽川体育館に改称する。
- 建物はSRC構造・S構造3階建。延床面積は7,870.71m2[3]。
- 体育館、いきいきセンターは共に指定管理者制度が導入されており、ハマダスポーツ企画が運営管理している。

## 施設概要

### 木曽川体育館
1階
- 卓球室
- 会議室
- 研修室
- トレーニングルーム
- 男子更衣室
- 女子更衣室
- 男子シャワールーム
- 女子シャワールーム

2階
- 競技場（アリーナ）

面積は1,546m2。
バスケットボール2面、テニス2面、バレーボール2面、バドミントン8面、卓球台12台の使用が可能。観客席は3階に444席設置されている。
- 選手控室
- 男子更衣室
- 女子更衣室

### 木曽川いきいきセンター
1階
- 談話コーナー
- 集会室
- 教養娯楽室
- 和室
- 調理室
- 囲碁室
- 浴室
- 機能回復訓練室

## 利用案内

### 木曽川体育館
- 開館時間：9:00 - 21:00[1]
- 休館日：月曜日（その日が祝日の場合は開館）、祝日の翌日（その日が土・日曜日、祝日の場合は開館）、年末年始（12月28日 - 1月4日）[1]

### 木曽川いきいきセンター
- 開館時間：9:00 - 17:00[4]
- 休館日：月曜日（その日が祝日の場合は開館）、祝日の翌日（その日が土・日曜日、祝日の場合は開館）、年末年始（12月28日 - 1月4日）、※敬老の日は開館日[4]

## 交通アクセス

### 公共交通機関
- 名古屋鉄道名古屋本線「新木曽川駅」下車、徒歩約20分。
- JR東海道本線「木曽川駅」下車、徒歩約25分。
- i-バス木曽川・北方コース「木曽川体育館」バス停下車、徒歩すぐ。

### 自動車
- 東海北陸自動車道一宮木曽川ICより約1㎞。

## 周辺施設
- 一宮市立木曽川東小学校
- 伊富利部神社
- コナミアミューズメント
- 東海北陸自動車道一宮木曽川IC